# Альтенштадт (Иллер)
Альтенштадт (нем. Altenstadt) — община в Германии, в земле Бавария.
Подчиняется административному округу Швабия. Входит в состав района Ной-Ульм. Подчиняется управлению Альтенштадт (Швабен). Население составляет 4820 человек (на 31 декабря 2010 года). Занимает площадь 31,30 км².
Община подразделяется на 7 сельских округов.

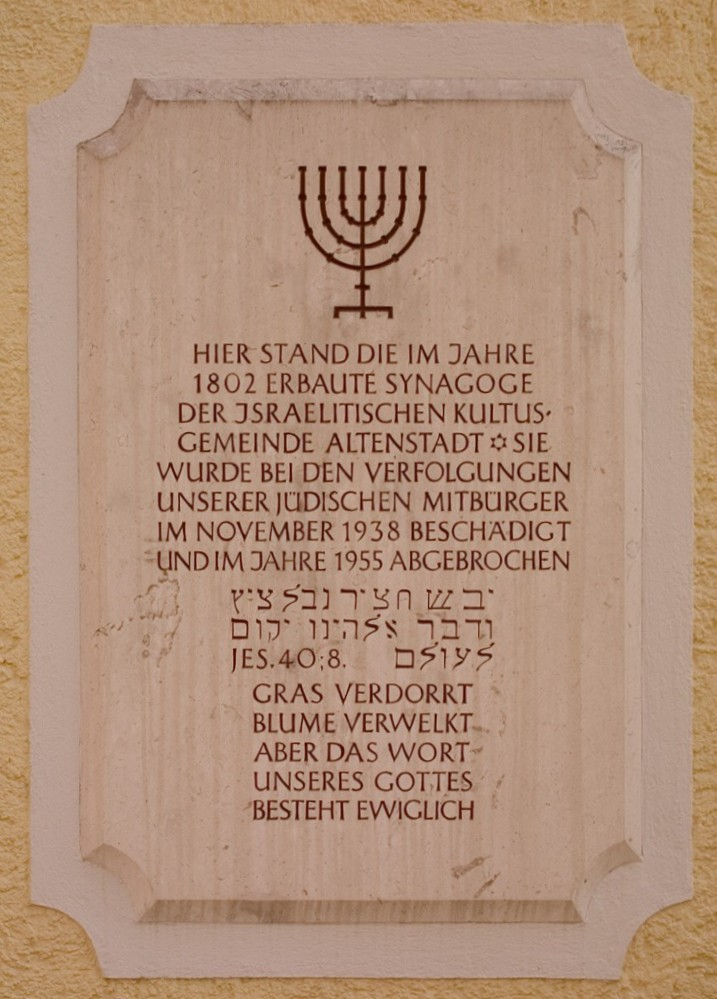
Альтенштадт (Иллер)
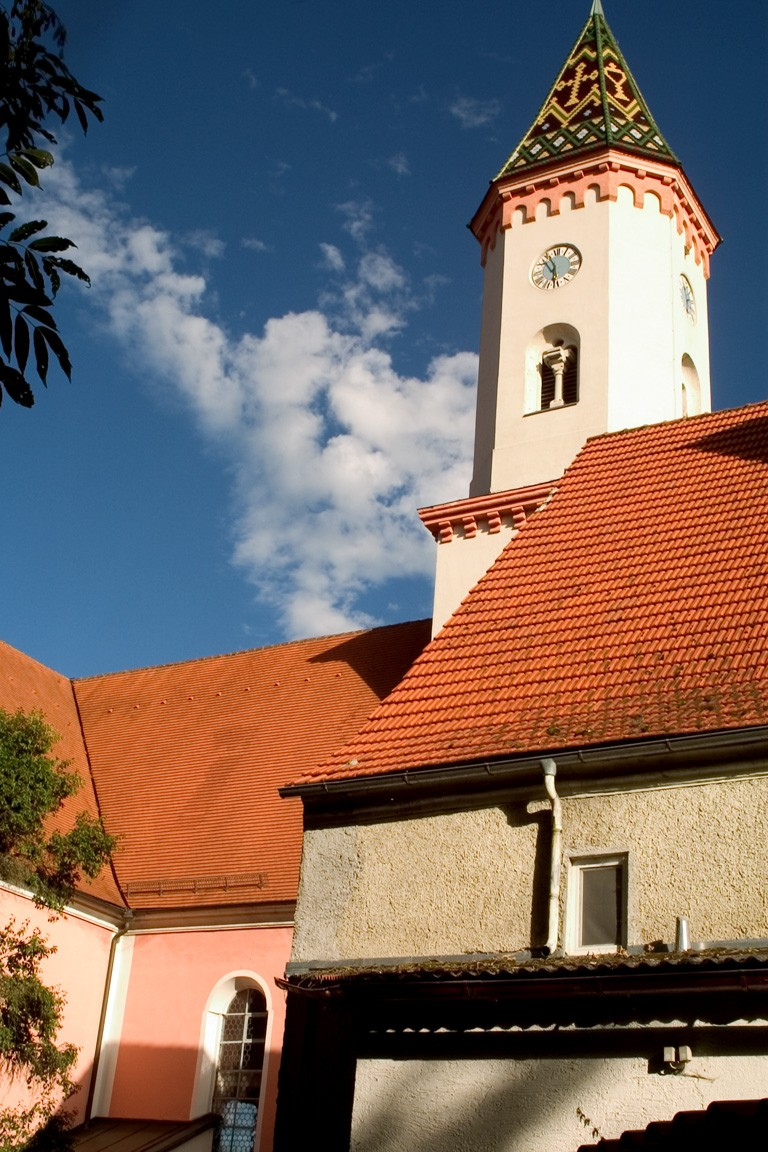
Альтенштадт (Иллер)